# پوشاک کردی

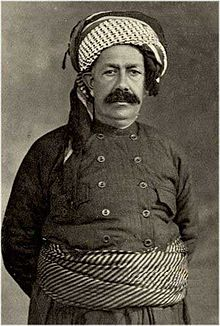
شیخ محمود برزنجی، (۱۹۱۸–۱۹۲۲ میلادی) در تن‌پوش کردی مردانه

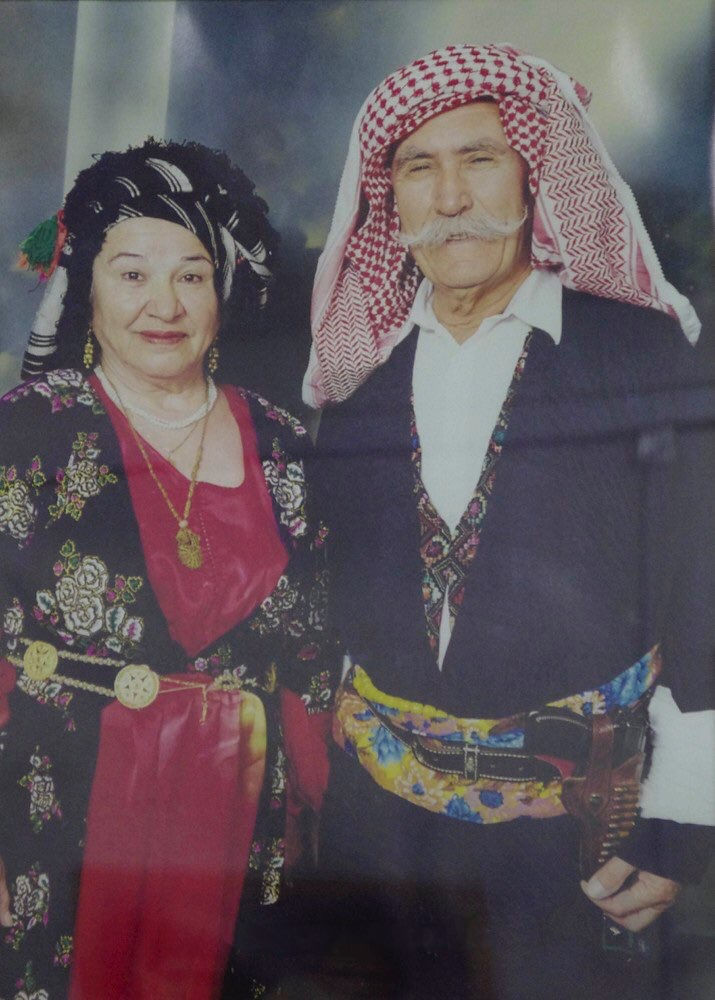
یک زوج اعیان در لباس کردی - زاخو

پوشاک مردان و زنان کرد شامل تن‌پوش، سرپوش و پای‌افزار است. ساخت و کاربرد هریک از این اجزاء، بسته به فصل، نوع کار و معیشت و مراسم و جشن‌ها با یکدیگر تفاوت دارد. هرچند پوشاک نواحی مختلف کردستان مانند اورامان، کرمانشاه، مکریان، بابان، گروس، مایان، سنندج، ایلام و… متفاوت است، اما از نظر پوشش کامل بدن، همه با هم یکسان هستند. پیش از ورود پارچه، کفش‌های خارجی و سایر محصولات داخلی به کردستان، بیشتر پارچه‌ها و نیز پای‌افزار مورد نیاز توسط بافندگان و دوزندگان محلی بافته و ساخته می‌شد. از نظر بافت پارچه، منطقه سقز و از نظر ساخت پای‌افزار «کلاش» و «کالی» اورامانات و آبادی‌های پیرامون کوهستان شاهو مانند هجیج، نودشه و آبادی‌های نوسود شهرستان پاوه چون میریه، خانه‌دره، مژگان، مزوی و وزلی از عمده‌ترین نواحی بافت و صدور پارچه و پای‌افزار در استان به‌شمار می‌رفتند. جولایی و بافت پارچه و انواع منسوجات مانند بوزو، برمال، جاجم، بره، پوشمین، موج، جوراب، دستکش، زنگال و کلاء به عنوان حرفه یا کار جنبی بخشی از آبادی نشینان مناطق مختلف کردستان محسوب می‌شد.
در چهار قسمت کردستان که شامل کردستان ایران، عراق، ترکیه و سوریه می‌باشد شاهد پوشش‌های گوناگونی از لباس کردی می‌باشیم به گونه‌ای که با کمی تغییر نسبت به یکدیگر شکل و ریخت زیبای خود را دارا می‌باشد که شکل و ریخت و قیافه آن برگرفته از نیاکانشان و با توجه به شرایط اب و هوایی و اقلیمی سازگار و درست شده‌است که آن را در جایگاه مهمی قرار داده‌است.

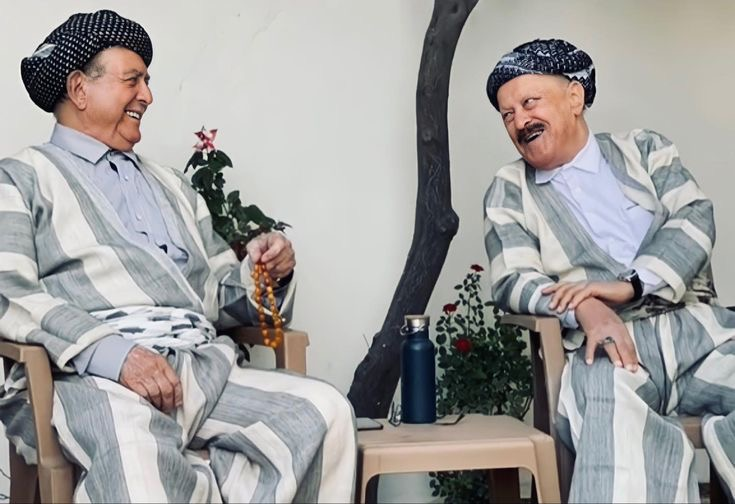
پوشش کُردی عشیره رِکان - اقلیم کردستان

## لباس مردان کرد

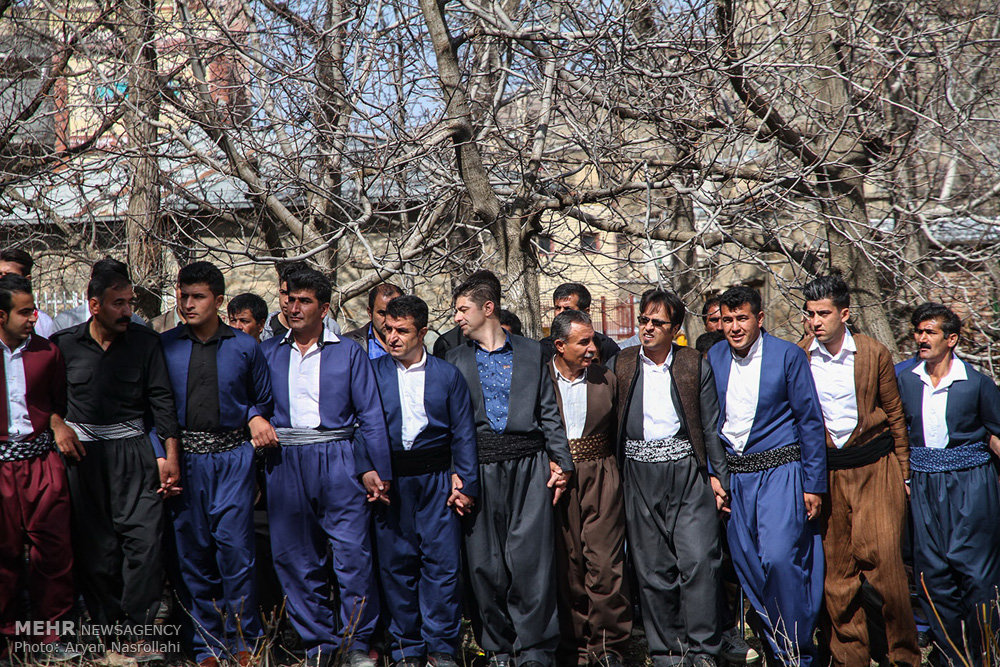
جشن نوروز در روستای بیساران استان کردستان

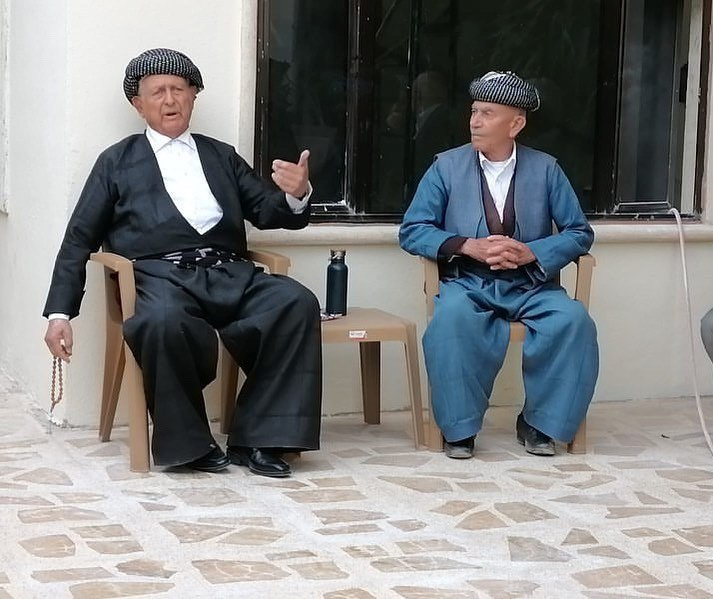
پوشش کُردی [شه‌ل و شاپک] - دهوک

لباس مردان کرد که به‌طور کلی «رانک و چوخه»، «کَوا و پانتول»، «شَل و شاپک»، «ران و‌ بَرگیز» و «کَوا و سَلته» نامیده می‌شود عبارت است از:
چوخه: نیم‌تنه‌ای پنبه‌ای یا پشمی است که در ناحیه سقز، بانه، هورامان و مریوان به آن «که وا» می‌گویند و در سنندج و کرمانشاه و نیز در میان کردها آن را «چوخه» می‌نامند.
شاپک: بالا تنه ای پشمی، همچون چوخه از جنس (مَرَز) است که با «شه‌ل» پوشیده میشود و زائده پایینی در زیر آن قرار میگیرد. به طور عمده در شهر زاخو اقلیم کردستان تولید میشود و به «شال زاخو» نیز معروف و از صنایع دستی کُردستان است. به طور گسترده در مناطقی از شمالغرب ایران؛ ارومیه، اشنویه و در اقلیم کردستان؛ دهوک، زاخو، آکری، آمیدی و مناطقی از اربیل، در کُردستان ترکیه به طور عام، خصوصا مناطقی از جزیر‌ بوتان، حکاری، شرناخ، وان، بتلیس و موش و در اکثریت نواحی کوهستانی کردستان سوریه نیز مورد استفاده قرار میگیرد. طرح و رنگهای آن بسیار متنوع و اغلب به صورت راه‌ راه و خطی است.  
پانتول: شلواری گشاد با دم‌پای تنگ است که «رانک» نیز نامیده می‌شود. کُردهای جنوب استان آذربایجان غربی، آن را «پاتول» تلفظ می‌کنند.
شه‌ل: شلوار کُردی با عرض کمر و چین های نسبتا کم و دمپای گشاد است که با «شاپک» پوشیده میشود. این مدل دوخت، از کهنترین شیوه های دوخت لباسهای کُردی مردانه در گذشته و گسترده ترین نوع آن بوده است. طرح و رنگهای آن بسیار متنوع و اغلب به صورت راه‌ راه و خطی است. 

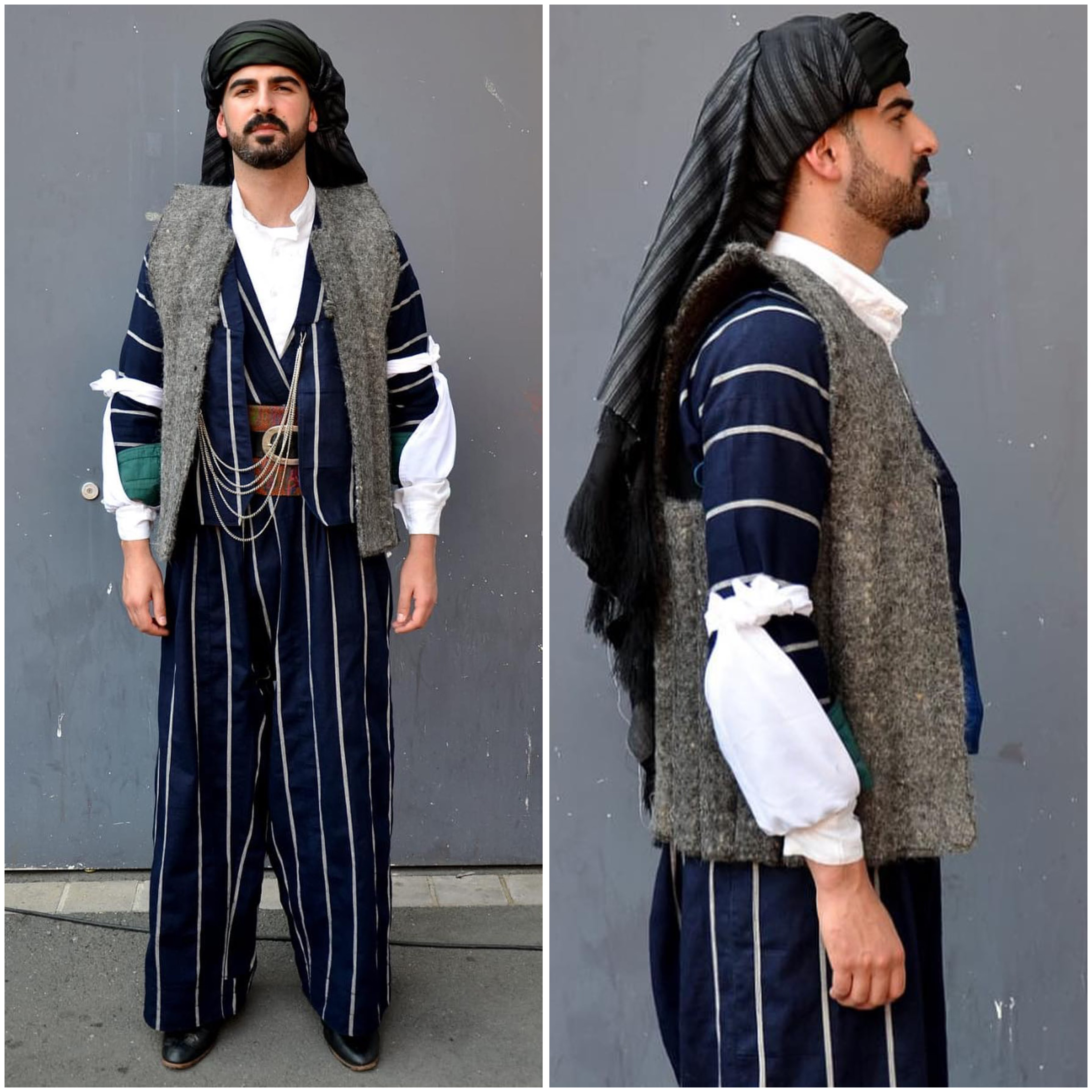
پوشش کردی (برگیز) با چوخک و لَوَندی - شمال کردستان

ملکی: نیم‌تنه‌ای بدون یقه است که از پایین نیم‌تنه تا بالا به وسیله دکمه بسته می‌شود.
لفکه سورانی: یا «لَوَندی»، پیراهنی با آستین فراخ و بلند و زبانه‌ای مثلث شکل در انتهای آستین است که آن در حال عادی دور مچ یا بازو می‌پیچند.
شال یا بی بین: پارچه‌ای آجری رنگ نواری و گران‌قیمت که از آن کوا و پانتول می‌سازند
دستار: یا کلاغه که به آن «دشلمه»، «شاشک»، «مندلی»، «رشتی»، و «سروین» (سربند) نیز می‌گویند و مردان به جای کلاه از آن استفاده می‌کنند.
فەرەنجی، کوڵە‌باڵ، پەستەک یا چۆخک: که ویژه مردان که در کردستان ایران بیشتر در نواحی هورامانات و در بیشتر مناطق سردسیر و همچنین توسط کردهای جنوبی (کرمانشاه و ایلام) و در نواحی کوهستانی کردستانات خصوصا مناطق سردسیر از اربیل تا بادینان، دهوک، زاخو، آکره، آمیدی و در شمال کردستان در وان، شرناخ، حکاری (جولمرگ)، جزیره بوتان و .. پوشیده میشود. این تن پوش نیم تنه کاملا کار دست و از نمد ساخته و آماده می‌شود.
کەپەنک: نوعی از نمد پوششی است که چوپانان در مناطق چرای گله در صحرا استفاده می‌کنند.
پێچ و کڵاو: کلاه محلی کردها را که معمولاً زنان کرد ان را با دقت و ظرافت خاصی و با نقش و نگارهایی بر جایی مانده از فرهنگ اصیل کردی می‌بافند معمولاً به رنگ‌هایی سیاه وسفید و به دو صورت کلاه بلند و تخت بافته می‌شود و در دست مصرف‌کنندگان قرار می‌گیرد البته بنا به گفته پیشینیان و به اعتقاد آن‌ها مرد نباید سرش لخت باشد.
پێچ: دستمالی است چهار گوشه که به صورت سه گوشه جمع شده و با گذاشتن کلاه روی سر به دور کلاه پیچانده می‌شود و در قسمت پشت سر در درون دستمال قرار داده می‌شود تا شل نشود. در مناطقی از قفقاز وارمنستان در میان کُردهای ایزدی و در ایران، در استانهای آذربایجان غربی و کردستان؛ ارومیه، مهاباد، بوکان، بانه و سقز زنان کُرد با ظرافت بسیار از پارچه های گلدار تارهایی آویزان میکنند که در اصطلاح کُردی آن «هونینه‌وه» گفته میشود. همچنین «جامانه» یا «جمدانی» که غالبا به رنگ سیاه و سفید دیده میشود، بیشتر مرسوم است. البته عشیره بارزانی پیچ و کولاو شالشان به رنگ قرمز می‌باشد. البته اعراب نیز از این شال چه سیاه و سفید و چه قرمز رنگ برای پوشش خود استفاده می‌کنند.
کڵاش: پاپوشی است به رنگ سفید که توسط هورامانیها ساخته می‌شود که از بدبو شدن پا جلوگیری می‌کند و پا را خنک نگه می‌دارد از خصوصیات ان فصلی بودن ان است و نمی‌توان از ان در فصل زمستان یا فصول باران زا استفاده کرد.

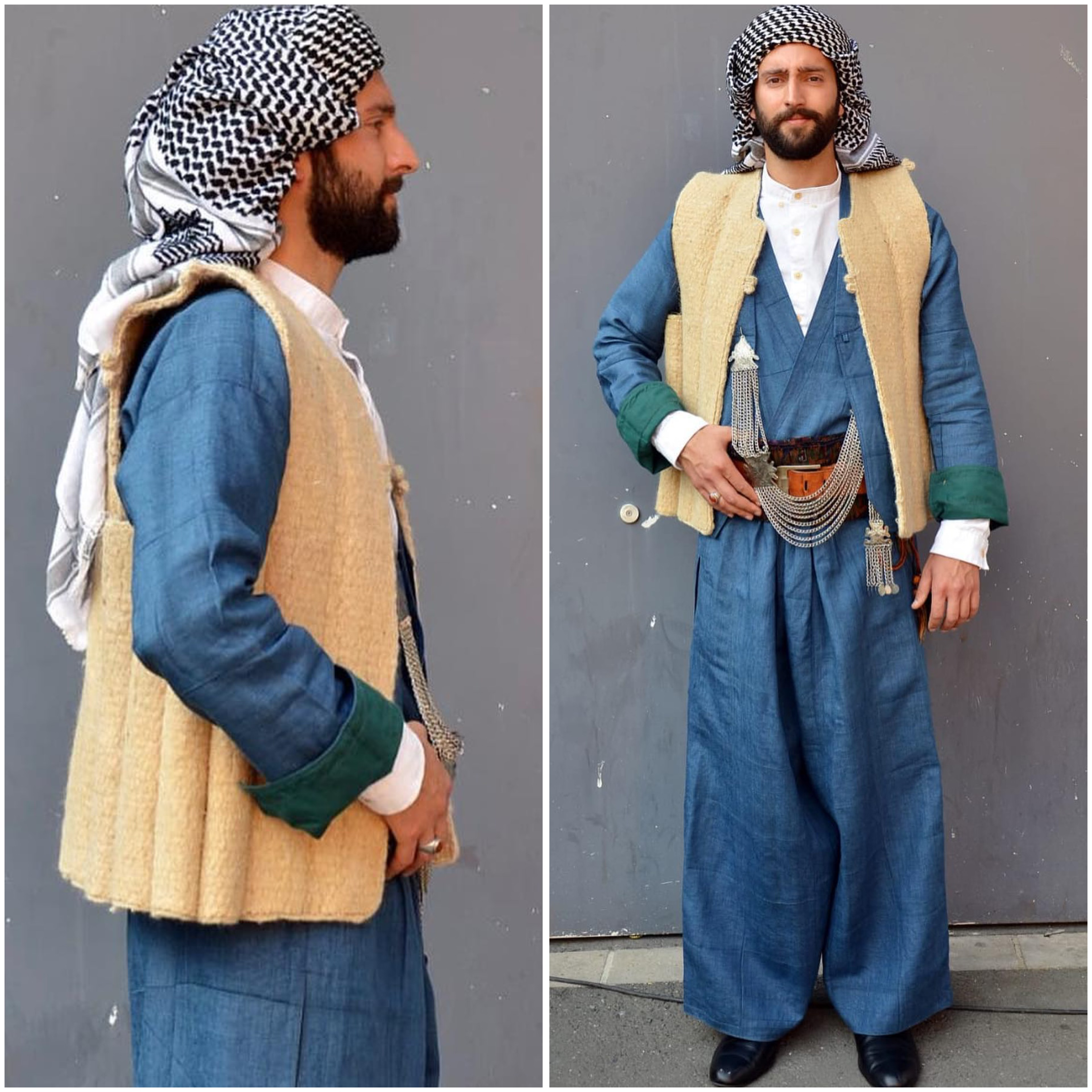
پوشش کردی (بەرگیزێن مەرەز) با چوخک و لَوَندی - شمال کردستان

## لباس مردانه از قسمت‌های زیر تشکیل می‌شود

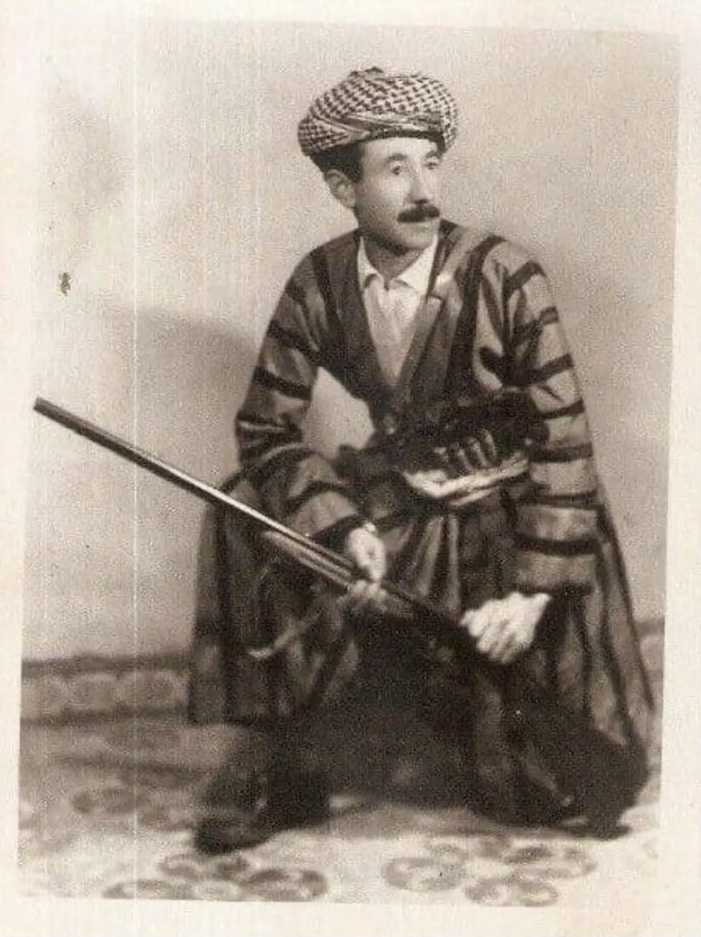
پوشش کُردی [شەل و شاپک] جنوب کُردستان

۱. که‌وا و پانتول: که به جای کت و شلوار معمولی می‌پوشند ولی شکل و دوخت آن‌ها غیر از مد کت و شلواری است که معمول می‌باشد؛ که وا یا کت لباس کردی تقریباً به صورت یک ژاکت نظامی می‌دوزند با این تفاوتکه که وا جیب‌های کناره‌ای ندارد و ضمناً چاک آن کاملاً از طرفین راست و چپ باز می‌شود بعلاوه غیراز چاک کناره‌ای آستینهایش چاک دارا ست.
دوخت شلوار کردی یا پاتول بدین ترتیب است که دهانه‌ای تنگ و بدنه‌ای گشاد دارد و به جای کمر انتهای آن را که گشادیش بیش از دوبرابر یک شلوار معمولی است. در مدل «برگیز» بر خلاف آنچه بیان شد، دمپاها گشاد و کمر تنگتر و کم چین است با بندی که دخین نامیده می‌شود و از توی قسمت تا شده آن لیفه گذشته می‌بندند و از کمر به پایین که وا را داخل پاتول کرده و بند پاتول را روی ان می‌بندند.
۲. پشت تندp-shttend: یا شوتک Şotik از پارچه گلدار به طول شش متر درست می‌شوند بدین ترتیب که پارچه را از سمت عرضش تا کرده می‌دوزند و بعد آن را به صورت مختلف ساده و گره چین به کمر می‌بندند آن‌های که صاحب اسلحهٔ کمریند آن را روی پشت تند می‌بندند و خنجر را بین پشت تند و که وا فرو می‌کنند.
۳. پچ  Pêç پارچه‌ای است سه متری و اغلب گلدار که تارهای از آن جدامی‌کنند و به شکل جالبی طوری‌که تارهای ان در طرفین صورت آویزان گردد به دور سر می‌پیچند. پچ را که در نواحی سقز مرز می‌گویند روی کلاه مخصوص به نام عارقچین می‌بندند عارقچین را از نخ و مخصوصاً از نخ‌های قرقره‌ای با میل قلاب می‌بافند و این کار مخصوص زنان و دختران کرد است اغلب برای زیبایی بیشتر آن را از نخ‌های سیاه وسفید و به مقدار کم نخهای رنگین پرنقش می‌بافند.
البته شایان ذکر است که پیچ فقط مخصوص اکراد (کردها) نبوده در اکثر مناطق خاورمایانه مردها پیچ می‌بندند، برای نمونه در هندوستان، پاکستان، افغانستان، مناطق عربنشین و… ولی پیج هر قومی جداست و مخصوص آن قوم.
۴. کراس: کراس همان پیراهن است با این تفاوت که اولاً یقه ندارد و بعلاوه به انتهای آستین‌ها نیز دنباله‌ای به نام سورانی می‌دوزند که آن را درحالت عادی روی آستین که وا می‌بندند و در مواقع اضطراری و مخصوصاً در مواقع جنگ دو سر سورانی بهم گره زده و به گردن می آویزانند و نیز همین سورانی‌ها باعث تسهیل بالا زدن آستین‌ها در مواقع شستن دست و صورت می‌باشند.

## انواع پوشاک کردی مردانه

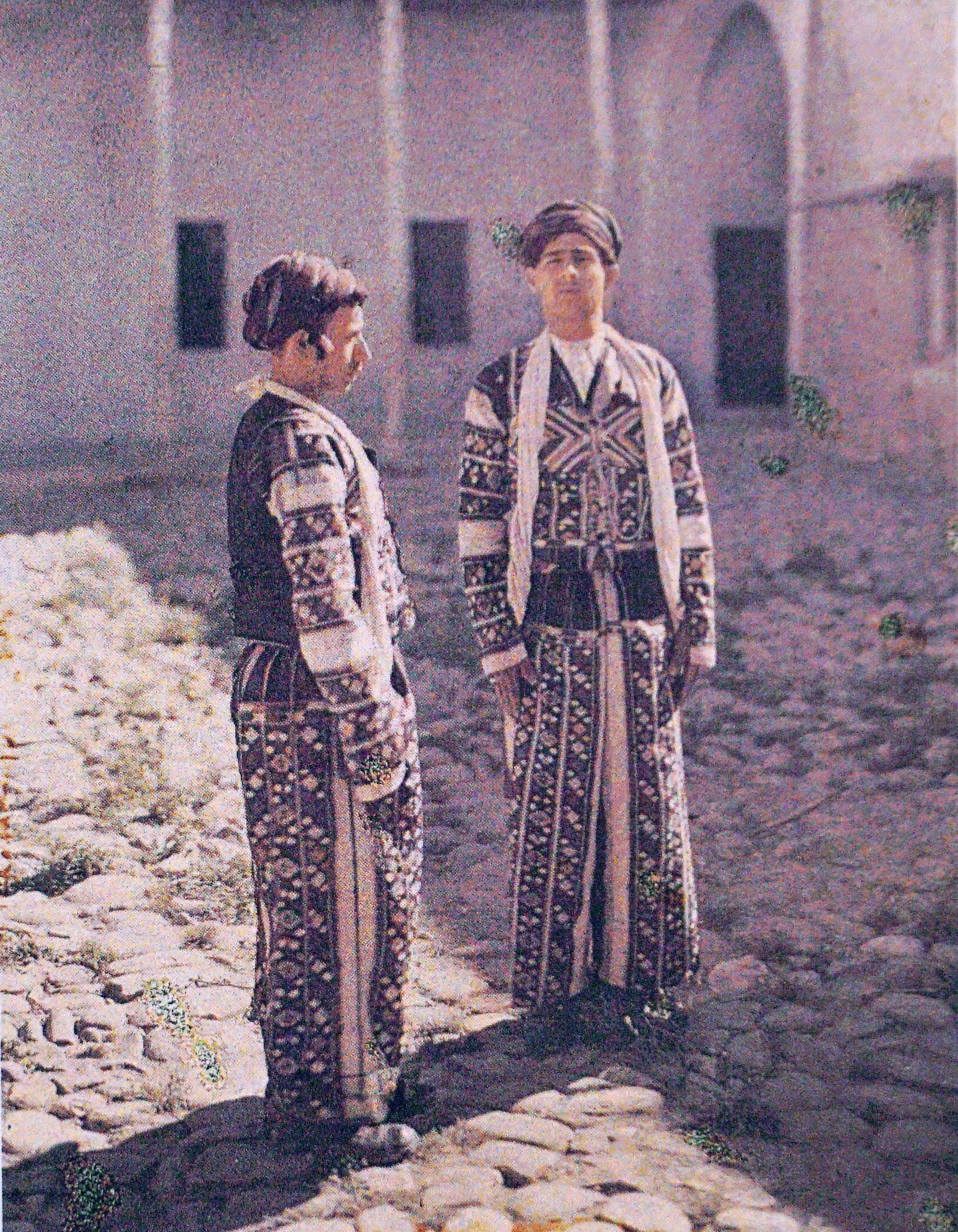
پوشاک کردهای بادینان

پوشش کُردی ارومیه - هرکی

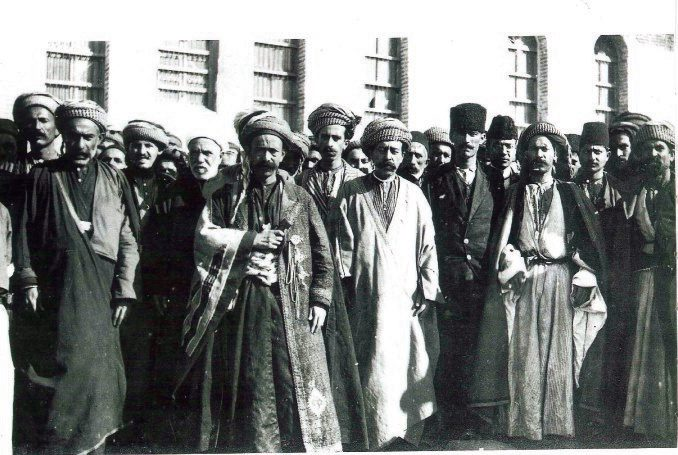
شیخ محمود برزنجی با پوشش مردم کرکوک و سلیمانیه عراق در قرن گذشته

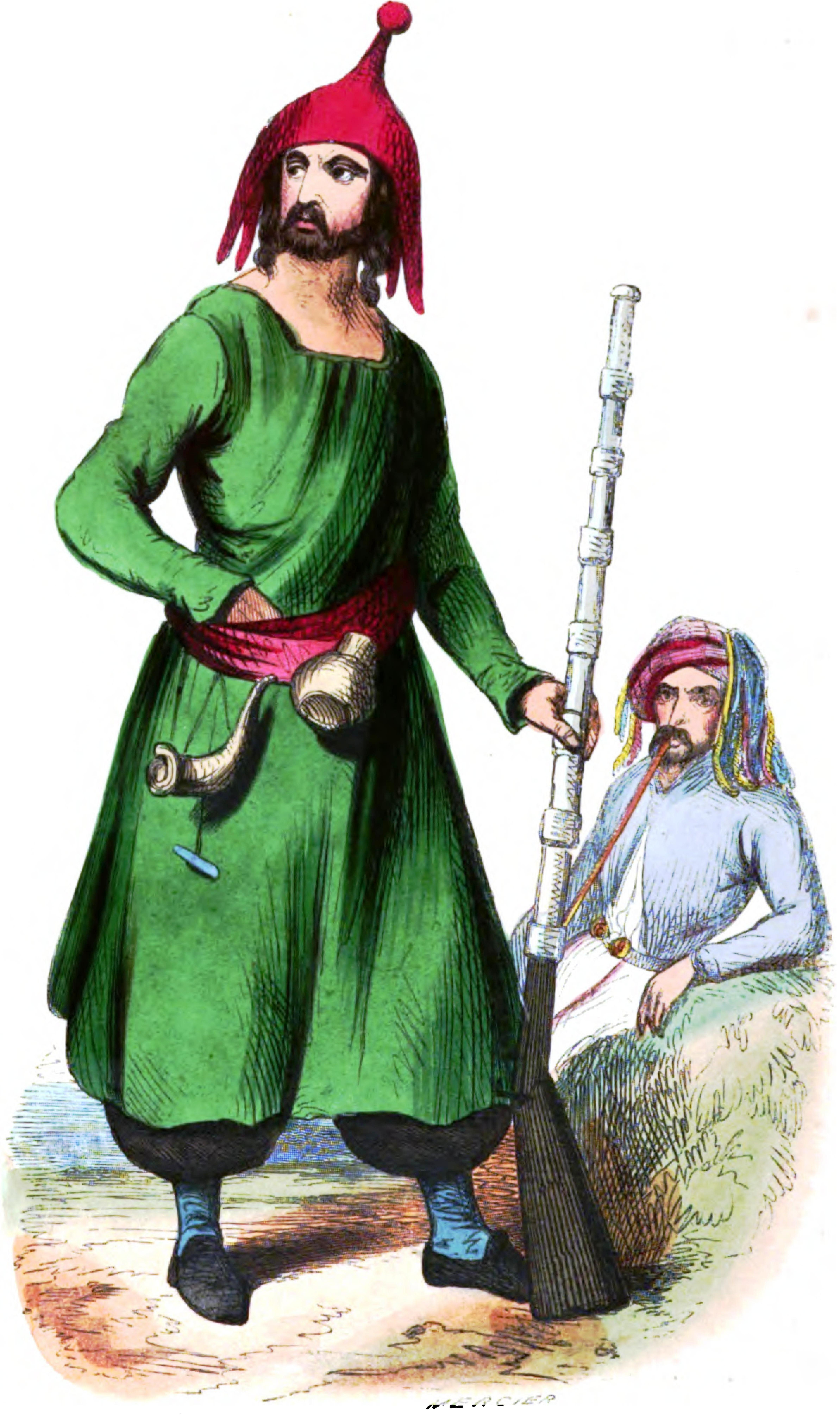
لباس سنتی مردم اورامان در گذشته

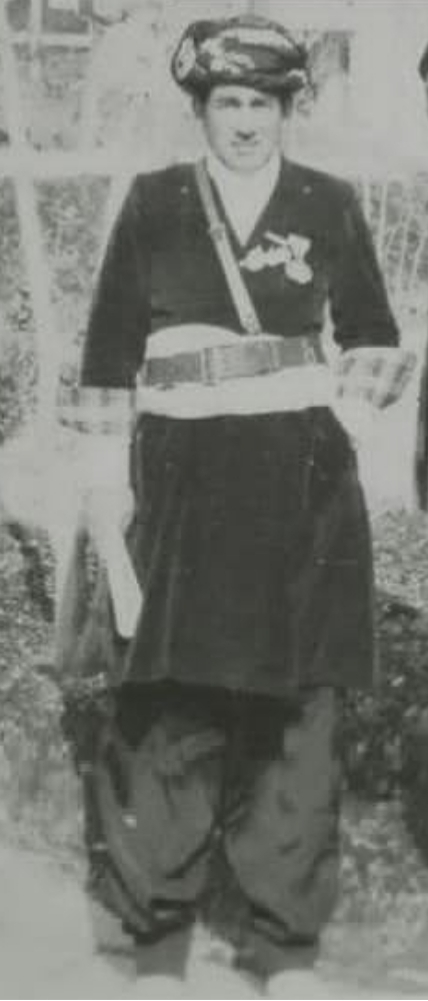
پوشش کردی قدیمی مردم ملکشاهی در استان ایلام (مشابه پوشش قدیمی ایل کلهر)

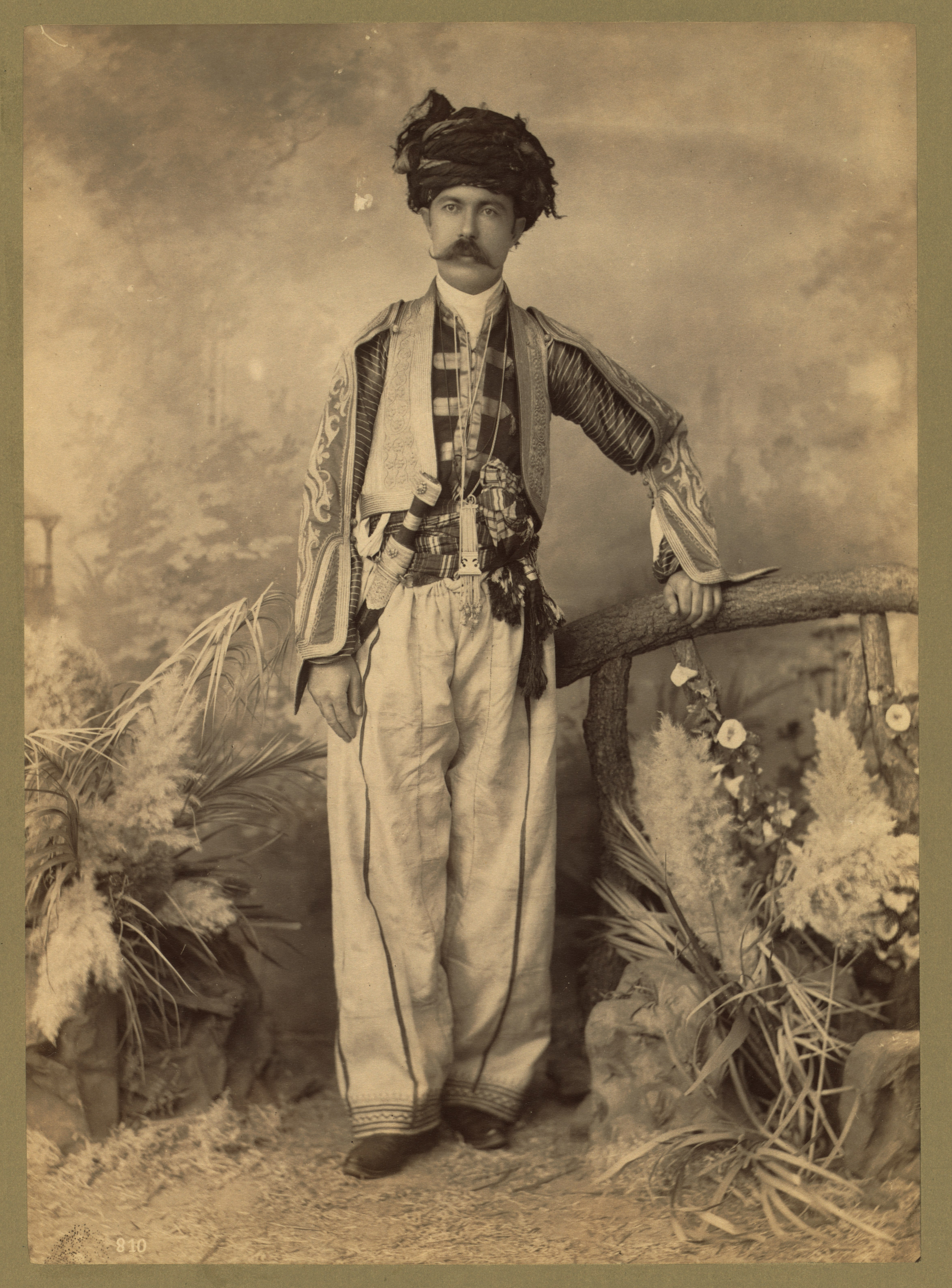
تصویر پوشاک مرد کرد کرمانج

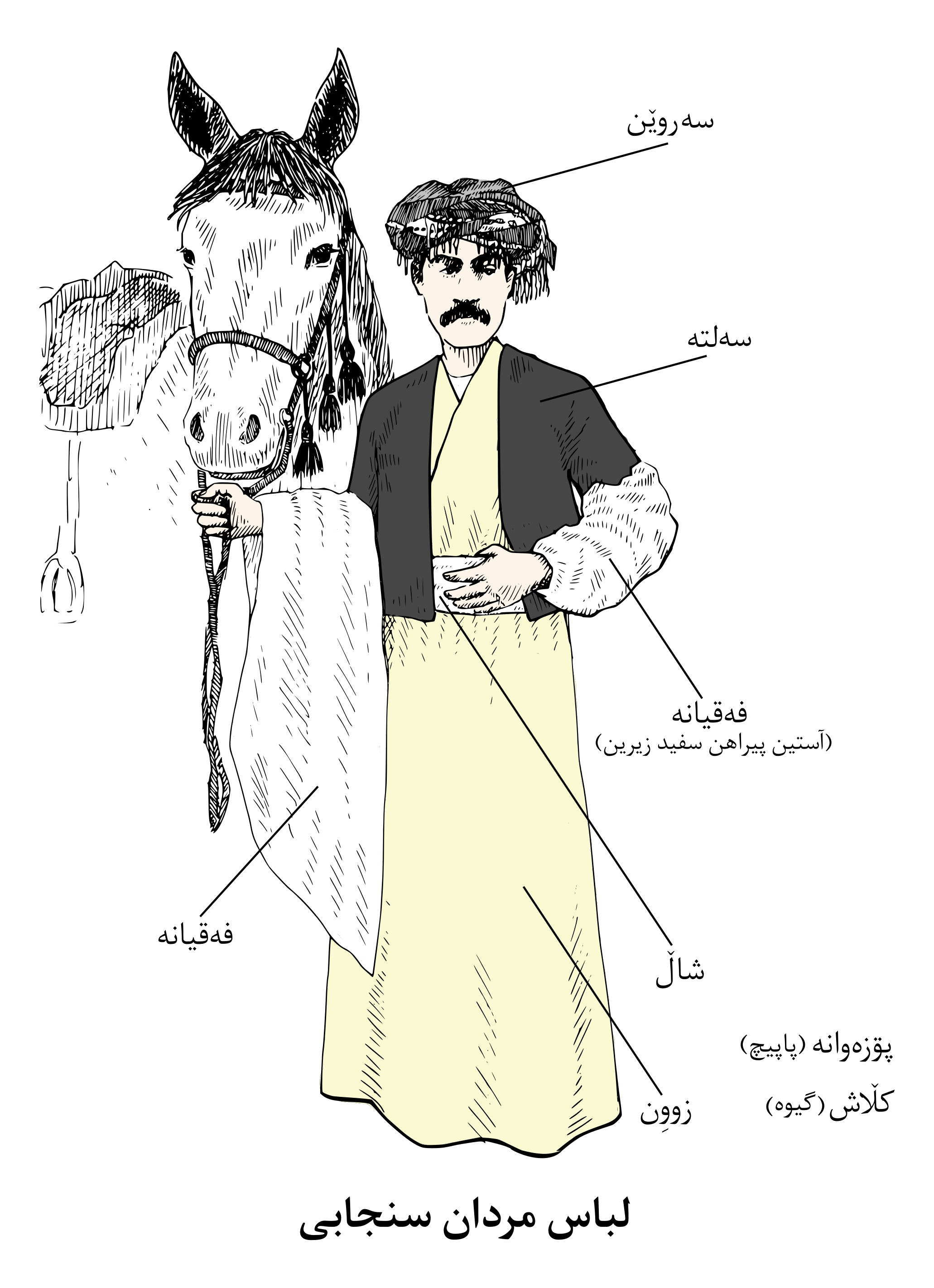
نام بخش‌های مختلف لباس مردان سنجابی، بسته به فصل‌ها و موقعیت‌های مختلف، موارد دیگری نیز به این پوشش افزوده می‌شده‌است یا نحوه پوشش تغییر می‌کرده‌است (به عنوان مثال، فه‌قیانه بسته به فعالیتی که فرد می‌کرده باز بوده یا اینکه به دور دست بسته می‌شده یا از پشت هر دو فه‌قیانه به هم متصل می‌شده‌اند).

## پوشاک زنان کرد
تاریخچه لباس زنانه کردی:

لباس زنان کرد - سلیمانیه

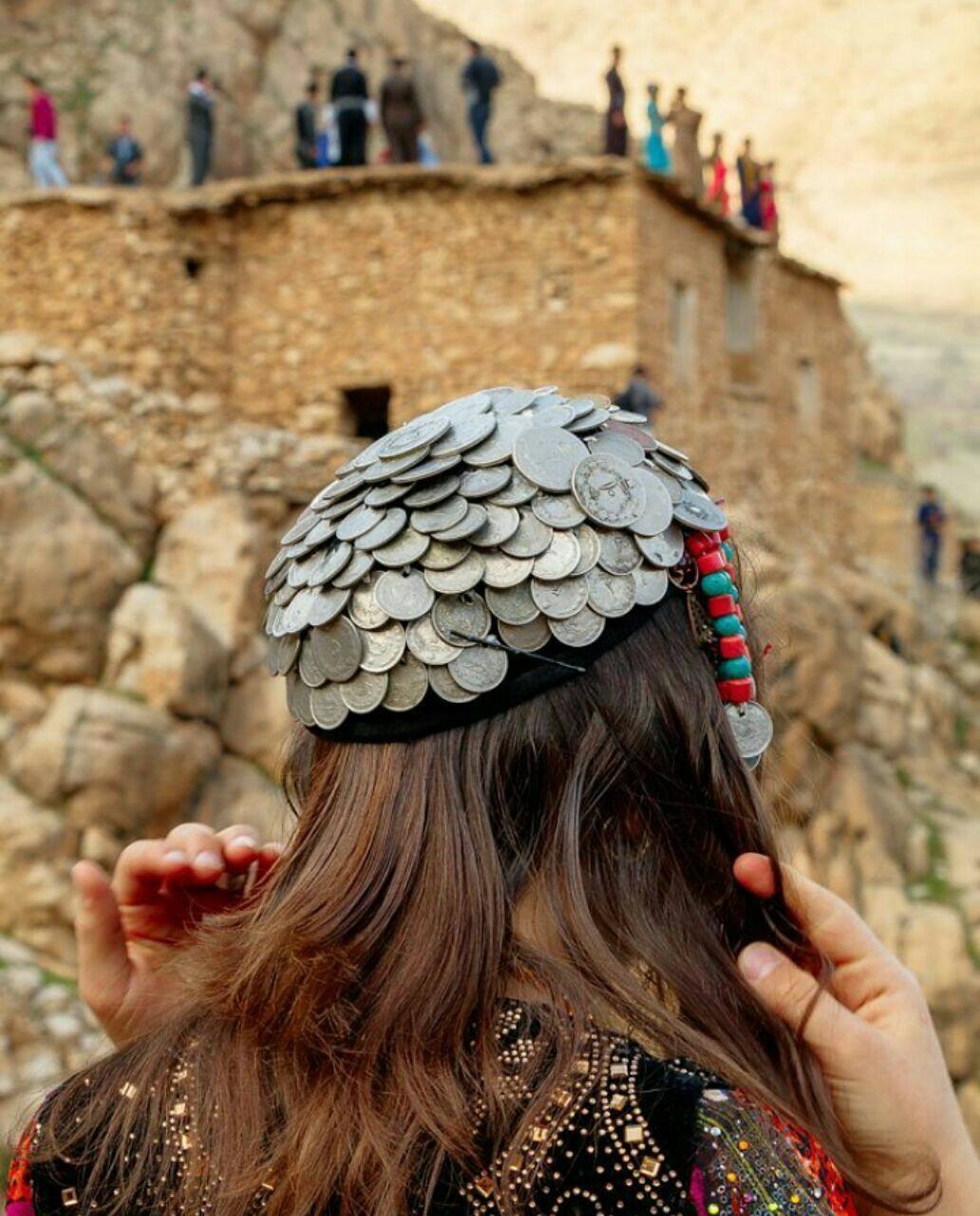
کلاه مزین شده به پولک از اجزای لباس زنان کرد است

برای معرفی اجزای لباس کردی زنانه باید به تاریخچه این لباس پرداخت. لباس کردی زنانه قدمتی کهن و طولانی دارد. اولین طرح از لبای کردی زنانه مربوط به ۶۰۰ سال قبل می‌باشد. که توسط سیاحان اروپایی کشیده شده. براساس روایت سیاحان اروپایی لباس کردی جزو زیباترین و رنگ امیزترین پوشش‌های منطقه خاورمیانه می‌باشد.
براساس یکی از کلاه‌های روی نقش‌های برجسته هخامنشی که همانند کلاه مردان کرد است. قدمت لباس کردی را به ان دوره می‌دانند. همچنین براب تاریخچه طولانی لباس کردی زنانه به حجاری‌های ورودی کاخ اپادانا نیز می‌توان اشاره نمود.
لباس زنان کرد عبارت است از:
شلوار شلواری همانند شلوار مردان است. این شلوار را زنان کرد، به ویژه زنان روستایی، هنگام کار می‌پوشند. در سایر مواقع، زنان شلوار گشاد از جنس حریر به پا می‌کنند. در منطقه مکریان آن را ده‌رپێ یا ئاواڵ کراس می‌گویند.
کُلُنجِه نیم‌تنه‌ای است که روی پیراهن بلند می‌پوشند و در اورامان و کردهای جنوبی آن را «سوخمه» می‌نامند و از پارچه‌زری یا مخمل دوخته می‌شود.
شاڵ: از پارچه‌ای زیبا بر روی لباس در ناحیه کمر بسته می‌شود.
کڵاو یا کلاه که از جنس مقوا و به شکل استوانه‌ای کوتاه است که آن را با پولک‌هایی رنگین به صورت بسیار زیبایی تزیین می‌کنند.
کُلکه: روسری یا دستاری است که به جای کلاه مورد استفاده زنان قرار می‌گیرد کلکه دارای رشته بلندی از ابریشم سیاه و سفید با ملیله‌دوزی است.
لباس زیبای زنان کرد نیز شامل:
1. که‌وا:که عین کت مردانه کُردی است با این تفاوت که اولاً پارچه آن را رنگین انتخاب می‌کنند و ثانیاًخیلی کوتاه‌تر می‌دوزند؛ بطوری‌که حداکثر تا کمآآن‌ها پایین می‌آید و ان را کولیجه می‌نامند و نیز جیب‌های کت مردانه در ان دیده نمی‌شود.
2. گوڵوه‌نی: که توسط کردهای جنوبی و سورانی استفاده می‌شود. نوعی روسری با نقش‌های مخصوص است که در مراسم شادی و عزا استفاده می‌شود.
3. کراس:یا پیراهن زنانه کُرد دارای دوختی ساده با بدنی بلند و دامنی گشاده و دراز است. بطوری‌که دامن پیراهن روی پای آن‌ها قرار می‌گیرد و معمولاً آن را از پارچه‌های بسیار زیبا، نفیس و گران‌قیمت تهیه می‌کنند.
4. پشت تێند:که عین همان پشتند مردانه است ولی زن‌ها اغلب از نوع رنگارنگ آن استفاده می‌کنند. زن‌ها وقتی پشتند را می‌بندند کمی از پیراهن خود را بالا می‌کشند بطوری‌که انتهای دامن از مچ پای آن‌ها پایین‌تر نمی‌رود.
5. ده‌سماڵ یا روسری:دستمال زنان کُرد پارچه‌ای است بسیار نازک و سه گوش که تارهایی در اطراف آن ایجاد می‌کنند و بدین وسیله بر زیبایی آن می‌افزایند، اغلب پولکهایی نیز با آن تارها می‌دوزند تا زیبایی آن را چند برابر کنند. هر چند در مراسم عروسی و فلکلور اکثراً روسری نمی‌بندند.
6. ده‌رپه:به جای شلوار پوشیده می‌شود و با دهانه‌ای تنگ روی مچ پای آن‌ها قرار می‌گیرد ولی پوشش ساقهای آن بسیار گشاد می‌باشد.
7. کڵاو:یا کلاه زنان کُرد بسیار قشنگ و زیباست، این کلاه را از مقوا و به شکل استوانه کوتاهی درست می‌کنند و روی آن را با پارچه مخملی رنگین «معمولاً گلی یا سبزسیر» می‌پوشانند و بعد روی آن را با پولک‌های رنگین یا طلایی و گلابیون‌های زرین، مزین می‌سازند. این کلاه را به وسیلهٔ یک رشته طلا که لیره یا نیم پهلوی‌هایی به آن می آویزندو از زیر چانه عبور می‌دهند، روی سر نگاه می‌دارند و دستمال را روی آن می‌بندند، رشته‌ای که کلاه را به آن صورت نگاه می‌دارد «قطاره» نام دارد و اغلب آن‌هایی که قدرت مالی بیشتری دارند از آن استفاده می‌کنند و در دو طرف، در محل اتصال ان با کلاه یک گل طلائی آویزان می‌نمایند. خانم‌های متشخص کُرد اغلب به جای کلاو از «گێلگێله» استفاده می‌کنند.

گلگله رشته طویلی از ابریشم سیاه و سفید است که آویزه‌های ابریشمی دارد و از روی روسری به شکل جالبی بسته می‌شود.
لازم به توضیح است که پسران جوان امروزی به‌ندرت پیچ می‌بندند. دختران نیز به‌ندرت کلاوه یا گلگله بر سر می‌کنند.

## کرد خراسان

#### لباس زنان

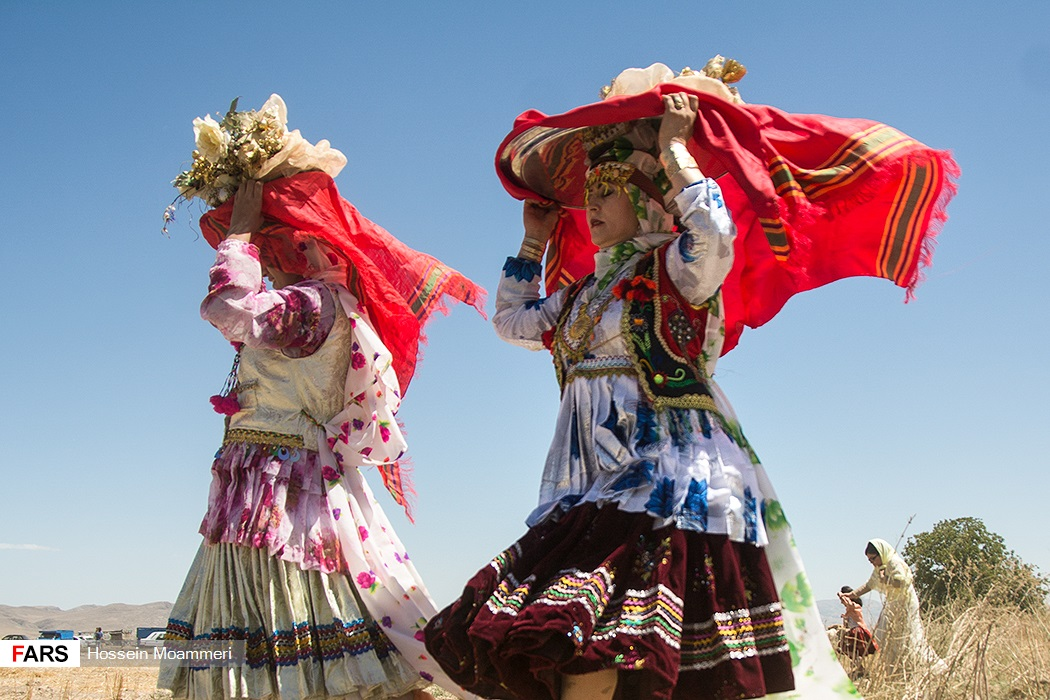
لباس زنان کرمانج (کردهای خراسان)

لازم به ذکر است زنان و دختران کرمانج خراسان غالباً شامل ۵ قسمت «یاشار» یا چارقد، «کراس» (بلوز)، «شیلوار» (دامن)، «جلیقه» و «شلیته» است.

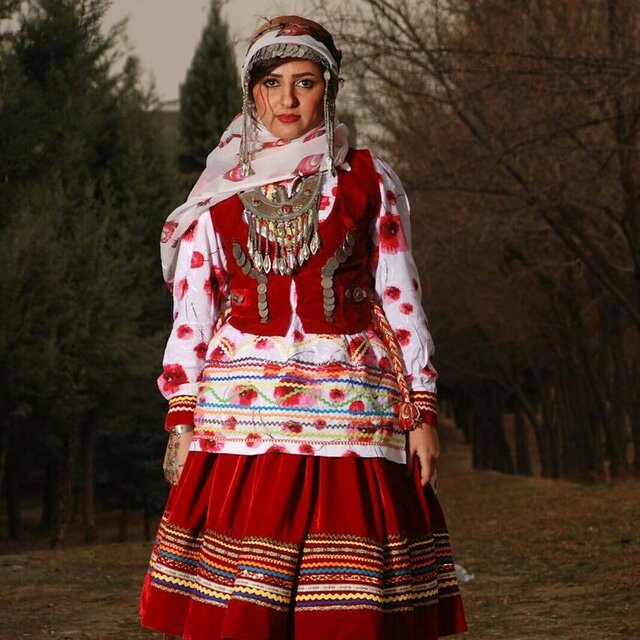
پوشش محلی خراسانی دختر کرمانج در شیروان

1. یاشار: یا چارقد که در اصطلاح امروزی روسری گفته می‌شود، شال حریر مخصوصی است که به‌عنوان پوشش سر استفاده می‌شود و به‌گونه‌ای است که سر و حتی چهره زن، به‌جز چشمان وی را نیز می‌پوشاند. سربند نیز دستمال یزدی است که غالباً ترکیبی از رنگ‌های قرمز و مشکی بوده و برای محکم کردن یاشار بر روی آن بسته می‌شود.
2. کراس: لباس بالاتنه بوده و به پیراهن بلند ساده‌ای گفته می‌شود که یقه خاصی ندارد و پایین آن نیز چین‌دار است.
3. شیلوار: یکی از بخش‌های اصلی لباس زنان کرد خراسان «شیلوار» است. شیلوار یا پارچه، دامن پر چینی است که در پوشش دخترها نارنجی یا زردرنگ بوده و در خانم‌ها نیز به رنگ قرمز و از پارچه مخملی تهیه می‌شد و حاصل دوخت آن لباسی با چین بسیار زیاد و خوش‌حالت می‌شد. شیلوار با استفاده از نخ‌های رنگی و سکه‌های قدیمی (دراو)، دراودوزی و قیطان‌دوزی می‌شد و در پایین آن نیز با نوارهایی رنگارنگ که «ماخل» نامیده می‌شدند، دوردوزی‌های زیبایی ایجاد می‌شد. شیلوار معمولاً تا زیر زانو است، ولی در بعضی از ایل‌ها بلند و تا ساق پا می‌رسد. شیلوار به نسبت سن و سال نیز دارای تفاوت است و شیلوار دختران با زنان بزرگ‌سال فرق می‌کند.
4. شلیته: دامنی بلندی تا محدوده زانو و از جنس مخمل بوده که با رنگ‌های متنوع حاشیه‌دوزی می‌شود.
5. جلیقه: معمولاً از جنس مخمل بوده و سکه‌های قدیمی که در قدیم به‌عنوان پس‌انداز خانم‌ها به آن دوخته می‌شد و به‌مرور زمان به جزئی از لباس تبدیل شده‌است، زیبایی خاصی به آن می‌بخشد و غالباً نیز کراس و جلیقه با شلیته همرنگ انتخاب می‌شدند.
6. گار و کله: البته علاوه بر این پوشش‌ها باید «گار» یعنی گوشواره‌ای بلندی که به دو طرف عرقچین متصل و روی آن یاشار و سربند بسته می‌شد، «کله»، پوششی از جنس پارچه مخمل که بر روی کراس پوشیده می‌شد، جوراب را نیز اضافه کرد که به بنا به شرایط و فصول مختلف سال پوشیده می‌شدند و با یکدیگر پوششی مرکب از رنگ‌ها و پیام‌ها را ایجاد می‌کردند.

علاوه بر اقلام ذکر شده که به‌صورت پوشش استفاده می‌شود بانوان کرد شمال خراسان از تزئینات زیادی بر روی لباس‌ها و سروگردن و دست‌های خود استفاده می‌کنند از جمله خرمهره‌ها بر روی سربند یا لبه‌های جیب، آویزهای نقره و طلا بر بناگوش، پیشانی‌بندهای مختلف، دستبندهای متنوع از انواع عقیق و کهربا و نقره سینه‌ریزهای گوناگون و قاب‌های دعا و سکه‌های فراوان بر روی جلیقه‌های الوان استفاده می‌کنند.

#### لباس مردان

استاد کلیم الله توحدی در پوشش محلی مردانه کردهای خراسان - اربیل

پوشاک مردانه کرمانج‌های خراسان شمالی نیز شامل «عرق چین»، «که لاو» و «لچگ» بود که همانند پوشاک بانوان دارای رنگ‌های شاد و برگرفته از طبیعت بودند.

## نگارخانه

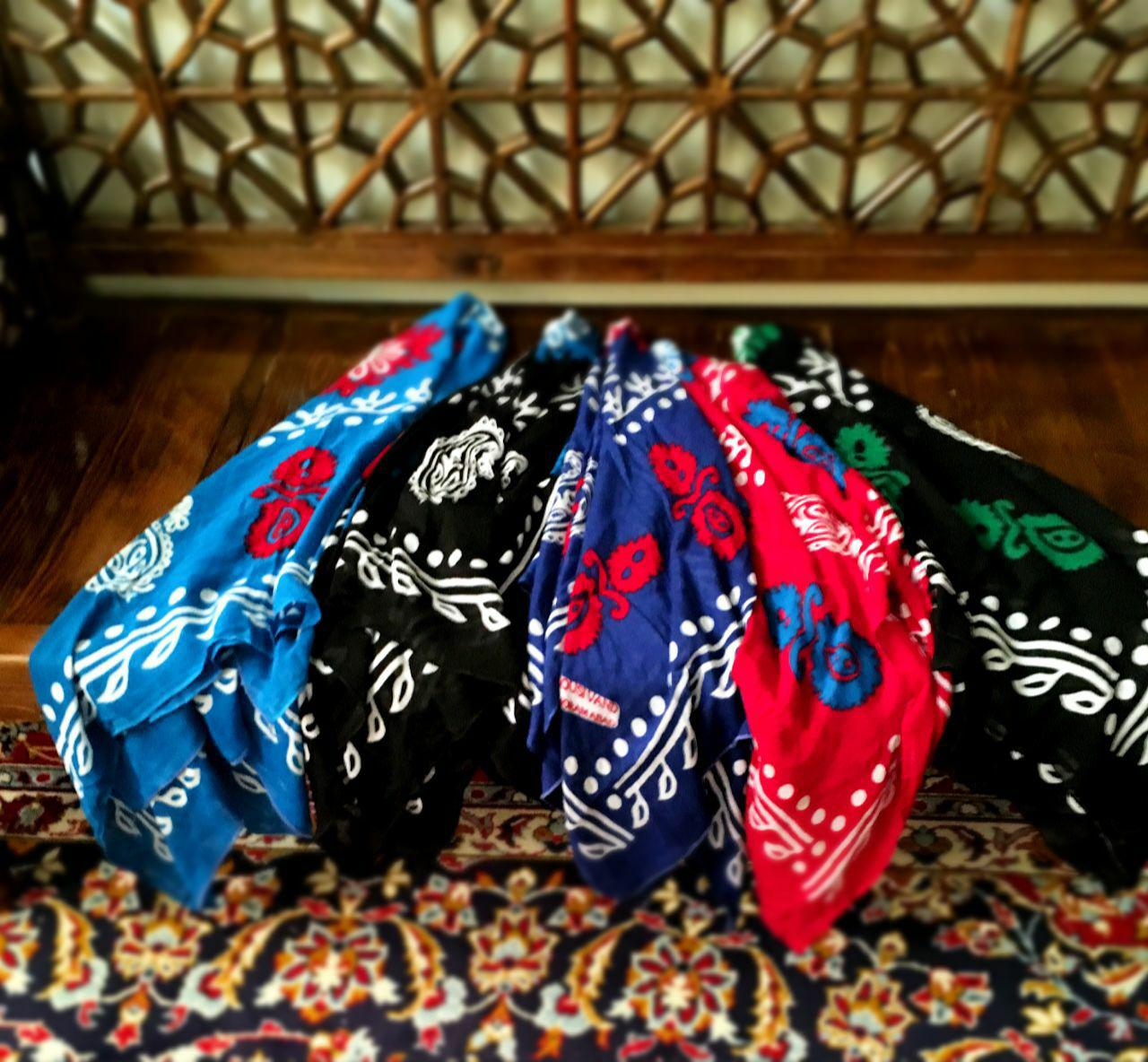
هه‌وری یا گُلوَنی بین تمامی مردمان کُرد در چهار کشور ایران، عراق، ترکیه و سوریه مورد استفاده قرار می‌گیرد
پوشاک مردم پاوه، جوانرود، روانسر، ثلاث باباجانی
پوشاک مردم سنجابی و گوران
پوشاک مردم گیلان غرب
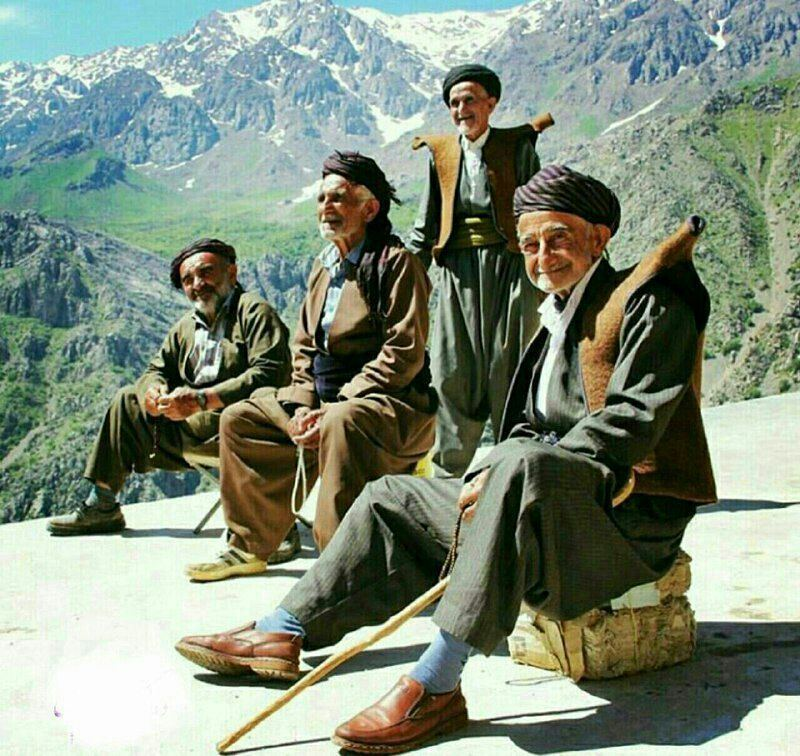
گروهی از مردهای کرد با لباس کردی در هورامان
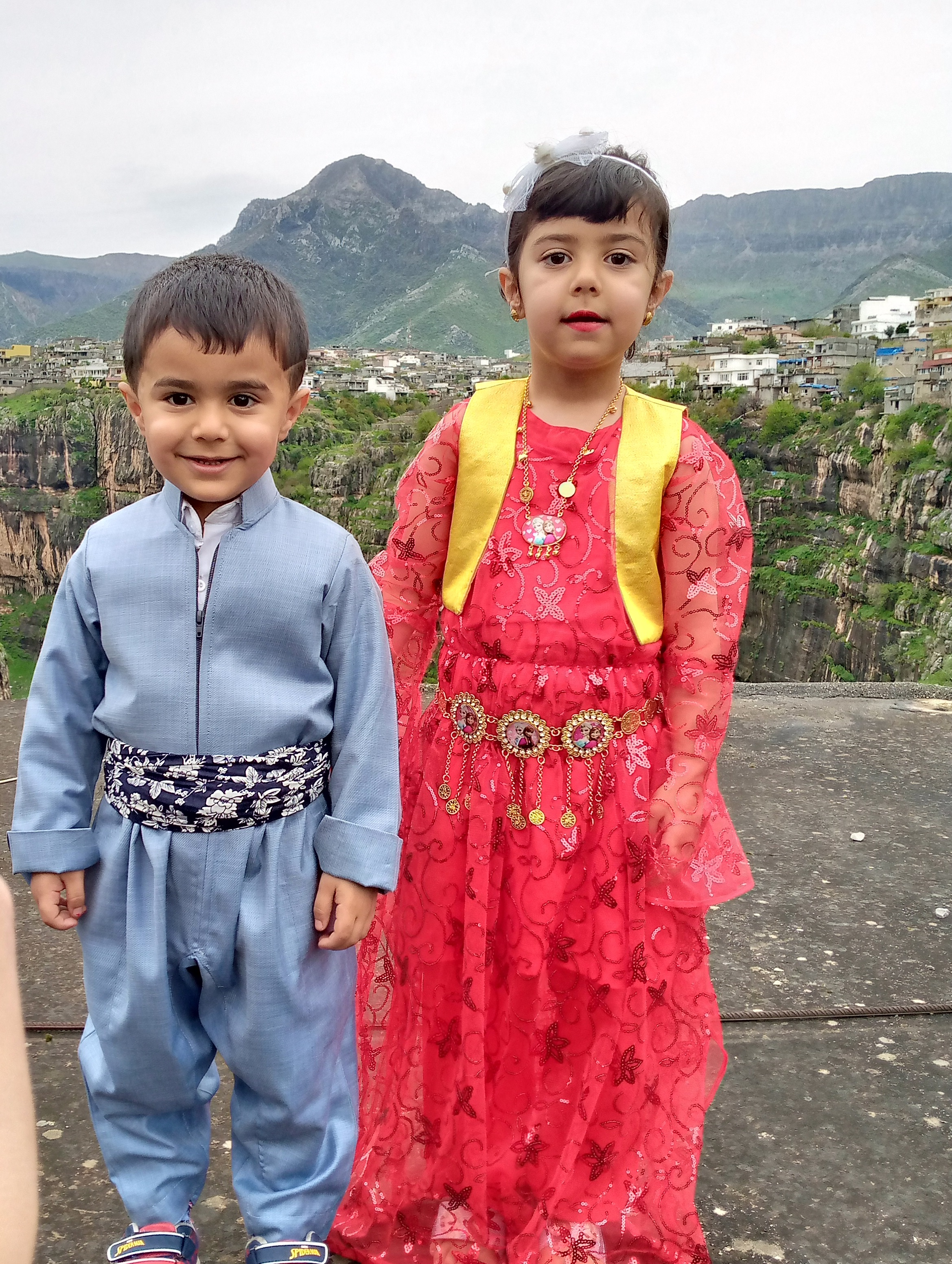
کودکانی با لباس کردی از شهر راوندوز
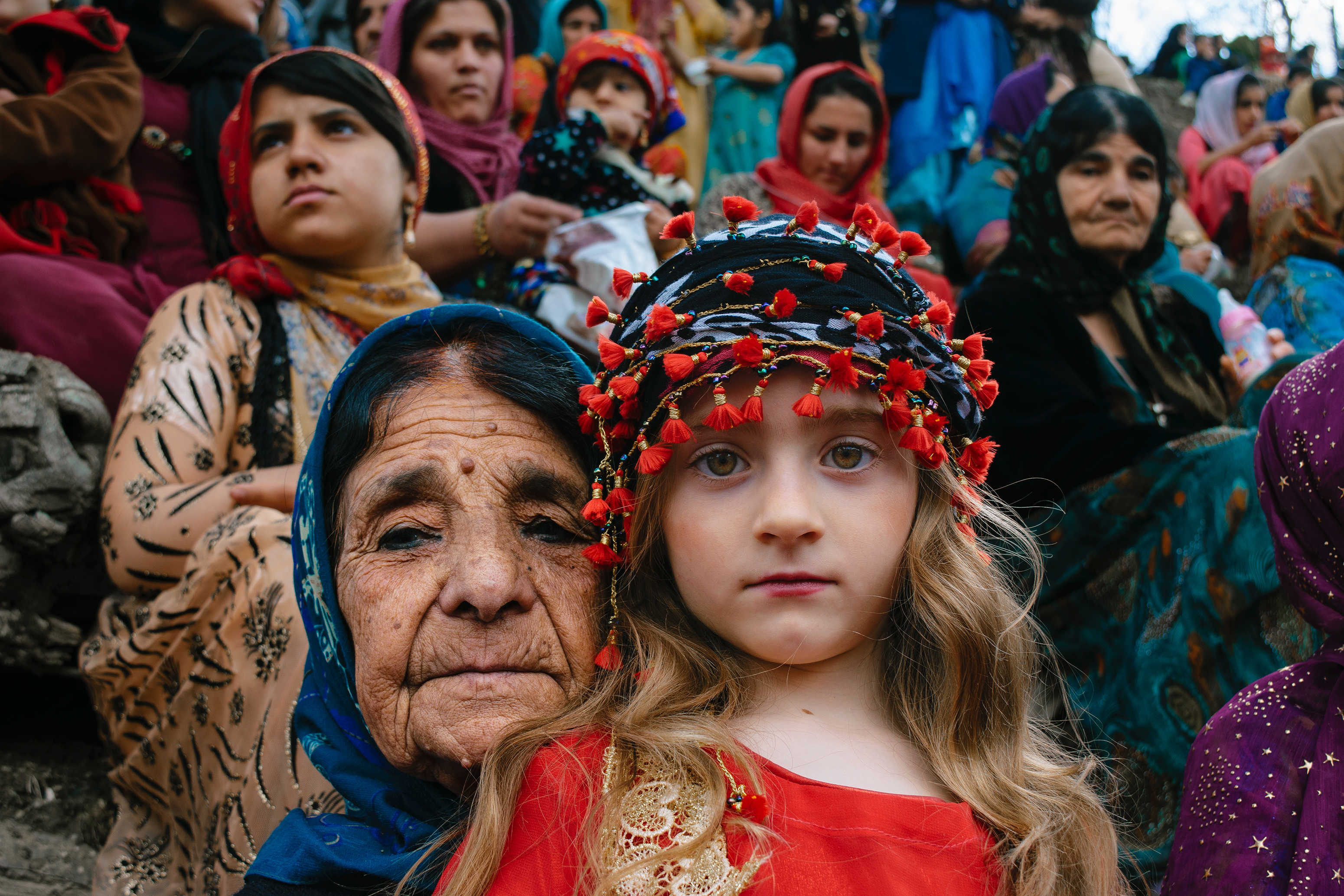
دختر بچه کرد با گلونی در کنار مادربزرگش، بیساران
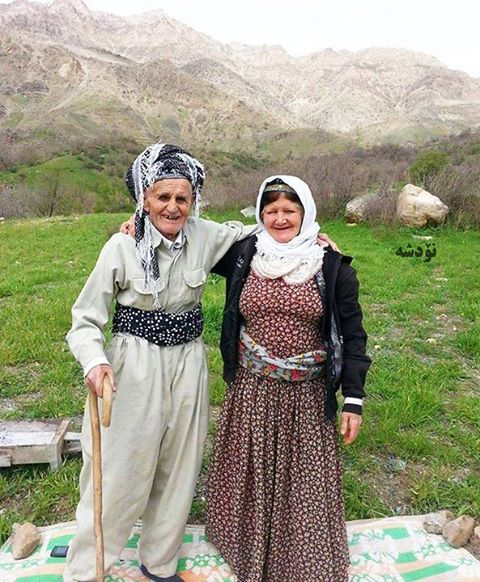
لباس کردی مردم هورامان
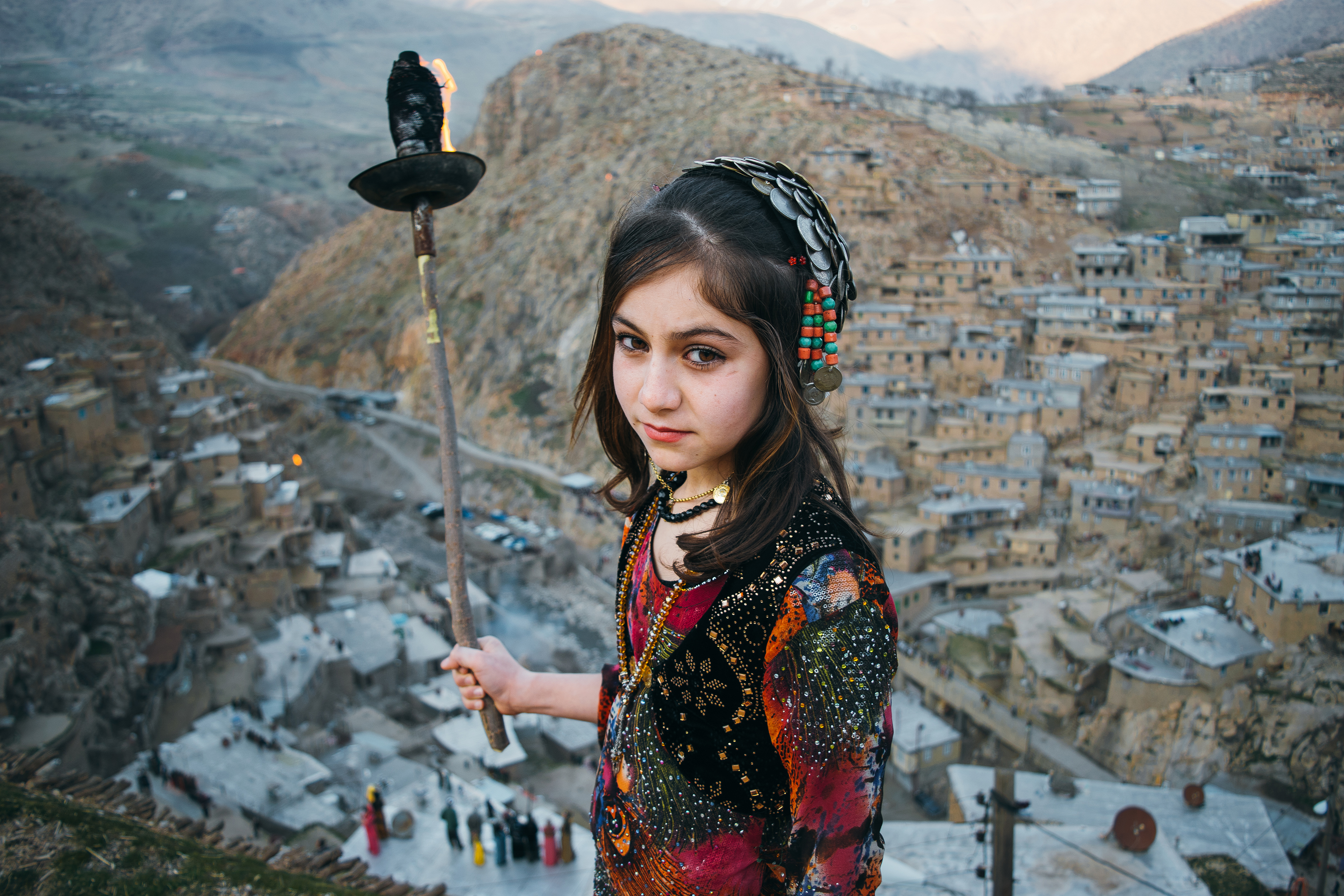
دختری کرد با لباس کردی
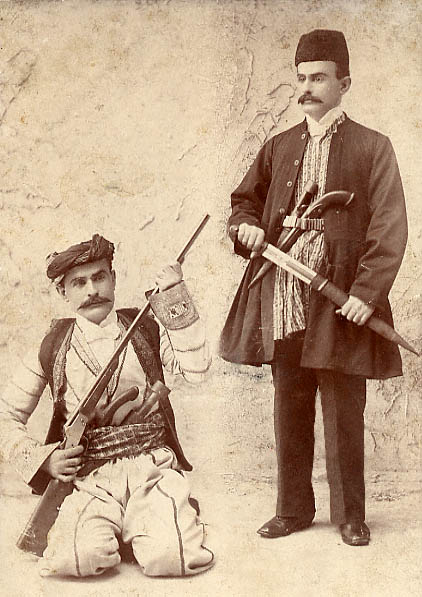
تصویری از پوشش مرد کرد (سمت چپ) در ارومیه سال ۱۸۹۴
پوشش مرد کُرد گوران اهل روستای زرده، ۱۹۷۵.